# Sadad
Sadad (arab. ‏صدد‎, aram. ‏ܨܕܕ‎) – miasto w Syrii, w muhafazie Hims. Zamieszkane przez syryjskich chrześcijan.

## Historia
Miasto Sadad ma historię sięgającą czasów starożytnych, znajdowało się na wschodnim obrzeżu ziem zamieszkiwanych przez Fenicjan. Wyznaczało północno-wschodnią granicę biblijnego Kanaanu.
W spisie powszechnym z 2004 roku miejscowość liczyła 3503 mieszkańców.

### Wojna w Syrii
W czasie wojny domowej w Syrii miasteczko Sadad było atakowane przez terrorystów Dżabhat an-Nusra i Państwa Islamskiego. 23 sierpnia 2013 terroryści na kilka dni zdobyli Sadad, gdzie dopuścili się masakry na tle religijnym, zabijając 46 chrześcijan. W bitwie zginęło także 100 żołnierzy syryjskiej armii, której 28 października udało się – przy wsparciu mieszkańców – odbić miejscowość.
W późniejszej części konfliktu mieszkańcy Sadadu sformowali oddział samoobrony, aby móc odpowiedzieć na ataki terrorystów.